# Cristo y Rey
Cristo y Rey es una serie de televisión española de drama romántico y biográfico, creada por Daniel Écija para Antena 3 y Atresplayer Premium. Está protagonizada por Jaime Lorente y Belén Cuesta y producida por la productora de Écija, Good Mood. Se estrenó en Atresplayer Premium el 15 de enero de 2023 y en Antena 3 el 8 de noviembre.

## Trama
La serie se centra en la relación entre el domador Ángel Cristo (Jaime Lorente) y la actriz y vedette Bárbara Rey (Belén Cuesta) en la España de los años 1980.

## Reparto

### Principal
- Jaime Lorente como Ángel Cristo
  - Erik Cadierno interpreta la versión de niño (Episodio 2)
  - Diego Montejo interpreta la versión de adolescente (Episodio 2 - Episodio 4)
- Belén Cuesta como Bárbara Rey
  - Candela Camacho interpreta la versión de adolescente (Episodio 4; Episodio 6)
- Adriana Torrebejano como Chelo García-Cortés
- Cristóbal Suárez como Juan Carlos I de España
- Artur Busquets como Francisco Ontiveros “Payasito”
  - Amets Otxoa interpreta la versión de adolescente (Episodio 3 - Episodio 4)
- José Milán como Guillermo Blasco
  - Hugo Granados interpreta la versión de adolescente (Episodio 3 - Episodio 4)

### Recurrente
- Chema Adeva como Cristóforo "Cristo" Papadópoulos (Episodio 1 - Episodio 7)
  - Enrique Gimeno interpreta la versión de joven (Episodio 2; Episodio 5)
- Belén Ponce de León como Margarita Dordi (Episodio 1 - Episodio 6)
- Juan Olivares como Carlos Veracruz (Episodio 1 - Episodio 5; Episodio 7 - Episodio 8)
- Denís Gómez como José María Iñigo (Episodio 1 - Episodio 2; Episodio 8)
- Ana Carrasco como Hortensia Blázquez (Episodio 1 - Episodio 4; Episodio 6 - Episodio 8)
- Raúl Muñoz Teja como Josemi (Episodio 1; Episodio 4; Episodio 6)
- Borja Luna como Romero (Episodio 1 - Episodio 2; Episodio 4 - Episodio 5; Episodio 7 - Episodio 8)
- David Lorente como Paco Ostos (Episodio 1 - Episodio 4; Episodio 6 - Episodio 7)
- Júlia Lara como Renata Tanton (Episodio 1 - Episodio 3)
- Antonio Buil como Mancuso (Episodio 1 - Episodio 2; Episodio 4 - Episodio 5; Episodio 8)
- Elvira Cuadrupani como Patricia "Patri" Veracruz (Episodio 1 - Episodio 5; Episodio 7)
- Noel Martínez como Pablo "Pablito" Veracruz (Episodio 1 - Episodio 2; Episodio 5)
- Khaled Kouka como Abdul (Episodio 1 - Episodio 3)
- Julián Ortega como Jesús Mariñas (Episodio 2; Episodio 4 - Episodio 5; Episodio 7 - Episodio 8)
- Salomé Jiménez como Reina Sofía de Grecia (Episodio 2 - Episodio 6)
- Daniel Acebes como Carlos Ferrando (Episodio 3; Episodio 5; Episodio 8)
- Secun de la Rosa como Richardi (Episodio 3 - Episodio 8)
- Vicente Vergará como Andrés García (Episodio 4; Episodio 6 - Episodio 7)
- Diana Peñalver como Salvadora García (Episodio 4; Episodio 6 - Episodio 7)
- Mirela Balic como Catalina "Cata" (Episodio 5 - Episodio 8)
- Ricardo Lacámara como Cotoner (Episodio 5 - Episodio 6; Episodio 8)

con la colaboración especial de
- Francis Lorenzo como Fernando Arias Salgado (Episodio 1; Episodio 4)

### Personajes históricos
- Miriam Serrano como Betty Missiego (Episodio 1; Episodio 3)
- Clara Alvarado como Rocío Dúrcal (Episodio 1 - Episodio 2)
- Nacho López como Luis Uruñuela (Episodio 1; Episodio 4)
- Guillermo de Córdova como Jesusín (Episodio 1; Episodio 5)
- Jesús Castro como Paquirri (Episodio 2)
- Elena González como Encarna Sánchez (Episodio 2)
- Julio Arnau como Matías Prats (Episodio 2)
- Dani Muriel como Manolo Escobar (Episodio 2)
- Ana Estrella Ramírez como Carmina Ordoñez (Episodio 2)
- Alan Miranda como Felipe de Borbón y Grecia (Episodio 2)
- Abel del Tío como Jesús María Amilibia (Episodio 2)
- Noelia González como Infanta Cristina de Borbón (Episodio 2)
- Lucía Clarke como Infanta Elena de Borbón (Episodio 2)
- Anna Canepa como Sandra Mozarowsky (Episodio 3)
- Lala Rod como Mayra Gómez Kemp (Episodio 3)
- Jesús González como Félix Rodríguez de la Fuente (Episodio 3)
- Beltrán Iraburu como Miguel de la Quadra-Salcedo (Episodio 3)
- Fernando Rodríguez como Andrés Pajares (Episodio 3)
- Xavier Lafitte como Alain Delon (Episodio 3)
- Melina Matthews como Mireille Darc (Episodio 3)
- Daniel Oliva Martín como Luis del Olmo (Episodio 3)
- Marta Guerras como Norma Duval (Episodio 4; Episodio 7)
- Rodrigo Poisón como Jaime de Mora y Aragón (Episodio 6)
- Carlos Cordero como Jesús Gil (Episodio 6)
- Fernando García como Luis Aragonés (Episodio 6)
- Ignacio Nzo Ela como Rey Fahd bin Abdulaziz (Episodio 6)
- Beltrán Gutiérrez como Ángel "Ángelito" Cristo (Episodio 7 - Episodio 8)
- Noa Rollón como Sofía Cristo (Episodio 7 - Episodio 8)
- Chani Martín como José Luis López Vázquez (Episodio 7)
- Cristina Ureta como Carmen Maura (Episodio 7)
- Mara Navarro como Rosa Villacastín (Episodio 8)
- Fernando Echeverría como Antonio Herrero (Episodio 8)
- Antonio Alfonso como Pedro Piqueras (Episodio 8)

## Episodios y audiencias
| Temporada | Temporada | Episodios | Estreno                | Final                   | Audiencia media | Audiencia media | Audiencia media |
| Temporada | Temporada | Episodios | Estreno                | Final                   | Espectadores    | Share           |                 |
| --------- | --------- | --------- | ---------------------- | ----------------------- | --------------- | --------------- | --------------- |
|           | 1         | 8         | 8 de noviembre de 2023 | 21 de diciembre de 2023 | 1 145 000       | 11,4%           |                 |

## Capítulos
| N.º | Título                             | Dirigido por                      | Escrito por                                                                                               | Fecha de estreno en Antena 3 | Fecha de preestreno en Atresplayer Premium | Audiencia en Antena 3 |
| --- | ---------------------------------- | --------------------------------- | --- | ---------------------------- | ------------------------------------------ | --------------------- |
| 1   | «La piel del domador»              | David Molina Encinas              | Daniel Écija, Andrés Martín Soto, Patricia Trueba, César Mendizábal, Iñaki San Román y Ángel Gasco-Coloma | 8 de noviembre de 2023       | 15 de enero de 2023                        | 1 196 000 (12,0%)     |
| 2   | «No me quieren»                    | David Molina Encinas y Manu Gómez | Daniel Écija, Andrés Martín Soto, Patricia Trueba, César Mendizábal e Iñaki San Román                     | 15 de noviembre de 2023      | 15 de enero de 2023                        | 1 330 000 (12,7%)     |
| 3   | «A un rey no se le deja»           | David Molina Encinas y Manu Gómez | Daniel Écija, Andrés Martín Soto, Patricia Trueba, César Mendizábal e Iñaki San Román                     | 22 de noviembre de 2023      | 22 de enero de 2023                        | 1 214 000 (12,1%)     |
| 4   | «Para toda la vida»                | David Molina Encinas y Manu Gómez | Daniel Écija, Andrés Martín Soto, Patricia Trueba, César Mendizábal e Iñaki San Román                     | 29 de noviembre de 2023      | 29 de enero de 2023                        | 1 170 000 (11,0%)     |
| 5   | «Una leona en la jaula»            | David Molina Encinas y Manu Gómez | Daniel Écija, Andrés Martín Soto, Patricia Trueba, César Mendizábal e Iñaki San Román                     | 6 de diciembre de 2023       | 5 de febrero de 2023                       | 978 000 (9,5%)        |
| 6   | «La puta del rey»                  | David Molina Encinas y Manu Gómez | Daniel Écija, Andrés Martín Soto, Patricia Trueba, César Mendizábal e Iñaki San Román                     | 13 de diciembre de 2023      | 12 de febrero de 2023                      | 1 021 000 (10,5%)     |
| 7   | «Una noche Bárbara»                | David Molina Encinas              | Daniel Écija, Andrés Martín Soto, Patricia Trueba, César Mendizábal e Iñaki San Román                     | 20 de diciembre de 2023      | 19 de febrero de 2023                      | 1 153 000 (11,7%)     |
| 8   | «La única fiera que no pude domar» | David Molina Encinas              | Daniel Écija, Andrés Martín Soto, Patricia Trueba, César Mendizábal e Iñaki San Román                     | 21 de diciembre de 2023      | 26 de febrero de 2023                      | 1 100 000 (11,9%)     |

## Producción
En abril de 2021, el productor Daniel Écija anunció que estaba preparando una serie sobre la relación entre Ángel Cristo y Bárbara Rey, por aquel entonces en proceso de guion, y que estaba negociando con algunas cadenas y plataformas para su producción y distribución. En diciembre de 2021, Antena 3 confirmó que había cogido el proyecto, finalmente titulado Cristo y Rey, y que también estaría en Atresplayer Premium. En febrero de 2022, Jaime Lorente y Belén Cuesta fueron anunciados como los actores que interpretarán a los protagonistas homónimos, y más adelante, Adriana Torrebejano fue confirmada como la que interpretará la periodista Chelo García-Cortés. En junio de 2022, después de que todo el reparto se hubiera confirmado en mayo de 2022, se anunció por sorpresa que Jesús Castro interpretará de forma recurrente a Paquirri.
El rodaje de la serie comenzó en mayo de 2022.

## Lanzamiento
El 7 de septiembre de 2022, Antena 3 presentó la serie en el FesTVal y sacó su tráiler y primeras imágenes. En octubre de 2022, Atresplayer Premium lanzó el póster y anunció que llegaría a la plataforma en enero de 2023, para después emitirse en Antena 3 una vez termine su recorrido. El 5 de diciembre de 2022, esta fecha se concretó como el 15 de enero de 2023.